# Nialaphodius nigrita
Nialaphodius nigrita är en skalbaggsart som beskrevs av Fabricius 1801. Nialaphodius nigrita ingår i släktet Nialaphodius och familjen Aphodiidae. Inga underarter finns listade i Catalogue of Life.